# 諾布爾鎮區 (堪薩斯州迪金森縣)
諾布爾鎮區（英語：Noble Township）為美國堪薩斯州迪金森縣轄下的鎮區。2010年美国人口普查中此鎮區人口有1,917人。

## 地理
諾布爾鎮區涵蓋總面積為82.6平方（31.90平方英里），其中陸地面積為81.8平方（31.58平方英里），水域面積為0.83平方（0.32平方英里）或1.00%。海拔高度341（1,119英尺）。

## 人口統計
根據2010年美國人口普查，諾布爾鎮區人口有1,917人，其中男性有936人，女性有981人，人口密度為每平方公里23.21人，住房計781戶。鎮區內的白人有1,837人，非裔美國人有25人，美洲原住民有7人，亞裔美國人有6人，太平洋島裔美國人有0人，其他種族有6人，混血種族則有36人。此外鎮區內有55人為西班牙裔或拉丁裔美國人。此鎮區之年齡中位數為38.6歲，而男性年齡中位數為37.8歲，女性年齡中位數為39.3歲。

## 交通

### 主要公路
- 70號州際公路
- 40號美國國道
- 18號堪薩斯州州道
- 206號堪薩斯州州道